# Синмиянё
Синмиянё (кор. 신미양요, букв. «западное вмешательство в год Синми»), Корейская экспедиция — морской десант вооружённых сил США на корейский остров Канхвадо в 1871 году.

## Предыстория
Американские войска прибыли к Канхвадо для поддержки дипломатической миссии, в составе которой был посол Фредерик Лоу. Миссия должна была подписать торговые и политические соглашения с чосонской Кореей, придерживавшейся изоляционизма, а также определить судьбу торгового судна «Генерал Шерман» и его команды.
Корейское население установило контакт с американскими моряками, которые проинформировали их, что планируют мирно исследовать береговую линию, однако местные жители поняли их желание превратно: в то время закон запрещал иностранным судам заходить в реку Ханган, поскольку та вела прямо в столичный Ханян.

## Военные действия
1 июня корейская береговая артиллерия атаковала американские корабли, приблизившиеся к устью Хангана. Согласно рапорту адмирала Джона Роджерса, обстрел был очень плотным, но вёлся неумело, и американские суда почти не повредил.
Роджерс потребовал от корейской стороны извинений, но не получил их, и начал карательную акцию 10 июня. Экспедиция состояла из 650 человек (550 моряков и 100 морских пехотинцев) и пяти кораблей (USS Colorado, USS Alaska, USS Palos, USS Monocacy и USS Benicia).
Американские солдаты высадились на берег, захватили корейские форты и убили более 200 солдат, потеряв всего троих: лейтенанта Хью Макки, матроса Сета Аллена и рядового морского пехотинца Денниса Хэнрахана. Корейская сторона была вооружена устаревшими мушкетами с фитильным замком, и американцы, вооружённые винтовками Springfield M1871, без труда удерживали их на расстоянии огнём 12-фунтовых гаубиц при поддержке с воды. Корейский генерал О Джэён был убит рядовым Джеймсом Доэрти. Американцы захватили в плен 20 человек и множество единиц оружия. Американская сторона попыталась обменять пленников, но корейцы отказались.

## Последствия
Американские суда оставались на якоре близ острова Чакякто до 3 июля, а затем отправилась в цинский Китай. Корея усилила изоляционистскую политику. В 1876 году Япония принудила Корею подписать торговое соглашение под угрозой обстрела Сеула с воды, однако Корея оставалась закрытой до 1882 года.

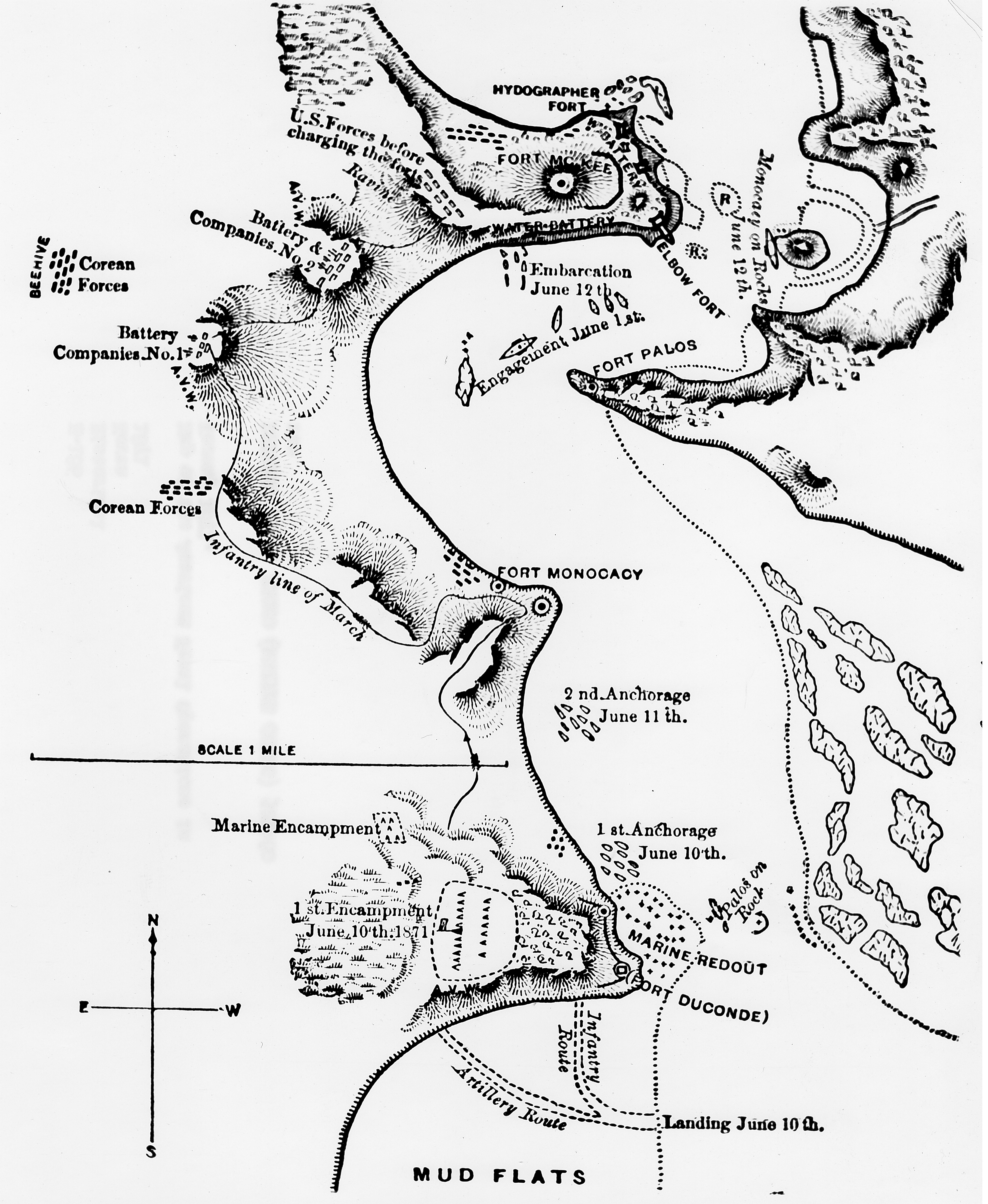
Карта укреплений Канхвадо
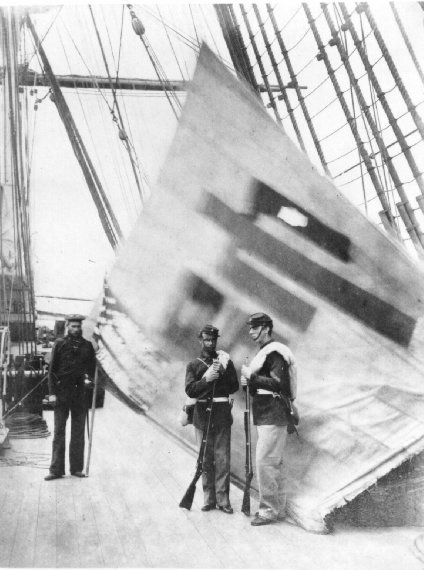
Захваченный флаг командира[англ.] на борту USS Colorado